# Yoda
Maestrul Yoda este un personaj fictiv din universul Războiul stelelor, ce apare în ambele trilogii, cu excepția filmului Războiul stelelor - Episodul IV - O nouă speranță. Frank Oz a reprezentat vocea lui Yoda în fiecare film, oferind talentul său ca păpușar în portretizarea din trilogia originală și Războiul stelelor - Episodul I - Amenințarea fantomei. În varianta radio a dramatizărilor Războiul stelelor - Episodul V - Imperiul contraatacă și Războiul stelelor - Episodul VI - Întoarcerea cavalerului Jedi vocea a aparținut lui John Lithgow, în timp ce Tom Kane a fost vocea lui Yoda în seriile animate Războiul Clonelor și o serie de Jocuri video.
În saga, Yoda apare pentru prima oară în Războiul stelelor - Episodul V - Imperiul contraatacă ca o creatură mică și misterioasă ce, în calitate de maestru Jedi, îl instruiește în a deveni Jedi pe Luke Skywalker. În a doua trilogie, Yoda este portretizat ca Mare Maestru al Ordinului Jedi. Informații suplimentare despre viața lui Yoda sunt oferite de către Universul Extins.

## Biografie
Yoda este portretizat ca fiind un maestru Jedi puternic și înțelept în universul fictiv Războiul stelelor. Inițial, George Lucas a dorit ca Yoda să aibă ca toate celelalte personaje un nume complet: Yoda Minch, însă a preferat să lase multe detalii din biografia acestuia necunoscute. Rasa lui Yoda nu a fost niciodata menționată de vreo sursă media, fie ea canonică sau de alt gen, fiind folosită aprecierea cum că ar aparține unor "specii misterioase" de catre Baza de date Războiul stelelor . Deseori, rasa sa mai este numită drept "specie tridactilă necunoscută". Se presupune că ar fi de aceeași specie ca Yaddle și Vandar Tokare date fiind puternicile similarități fizice: Tokare pare a fi aproape identic cu Yoda în toate însușirile personajului. 
În primele faze ale dezvoltării Episodului IV, George Lucas a inclus o specie numită Whill, o rasa distantă și omniprezentă ce aveau sa detină rolul de povestitori. S-a speculat de către fani cum că Yoda, Yaddle și Vandar Tokare ar fi de fapt Whills; recent, au fost făcute câteva referiri despre un Shaman aparținând Ordinului Whill în adaptarea romanului dupa Războiul stelelor - Episodul III - Răzbunarea Sith, confirmând existența lor canonică și continuă în universul Războiul stelelor, deși nu există nicio legatură directă, concretă între Yoda și Whill. 
De fapt, foarte puține elemente despre viața lui Yoda există înainte de evenimentele din Războiul stelelor - Episodul I - Amenințarea fantomei. A fost instruit de către maestrul Jedi N'Kata Del Gormo alături de prietenul său uman AD "The Darkness".
Filmele cât și Universul Extins arată faptul că Yoda a instruit o serie de Jedi notabili printre care Contele Dooku, ce este identificat în Războiul stelelor - Episodul II - Atacul clonelor ca fiind
vechiul Padawan Learner; Mace Windu; Obi-Wan Kenobi (partial, înainte ca Qui-Gon Jinn să preia responsabilitatea instruirii acestuia); Ki-Adi-Mundi; Kit Fisto și, în cele din urmă, pe Luke Skywalker. 

## Apariții
Yoda apare în toate filmele în afară de episodul IV - „O nouă speranță”. Vocea îi aparține lui Frank Oz, care în episoadele V și VI era și cel care mânuia păpușa Yoda. În episoadele I II și III Yoda este complet generat pe calculator.